# حوزه انتخابیه سیزدهم کارولینای شمالی

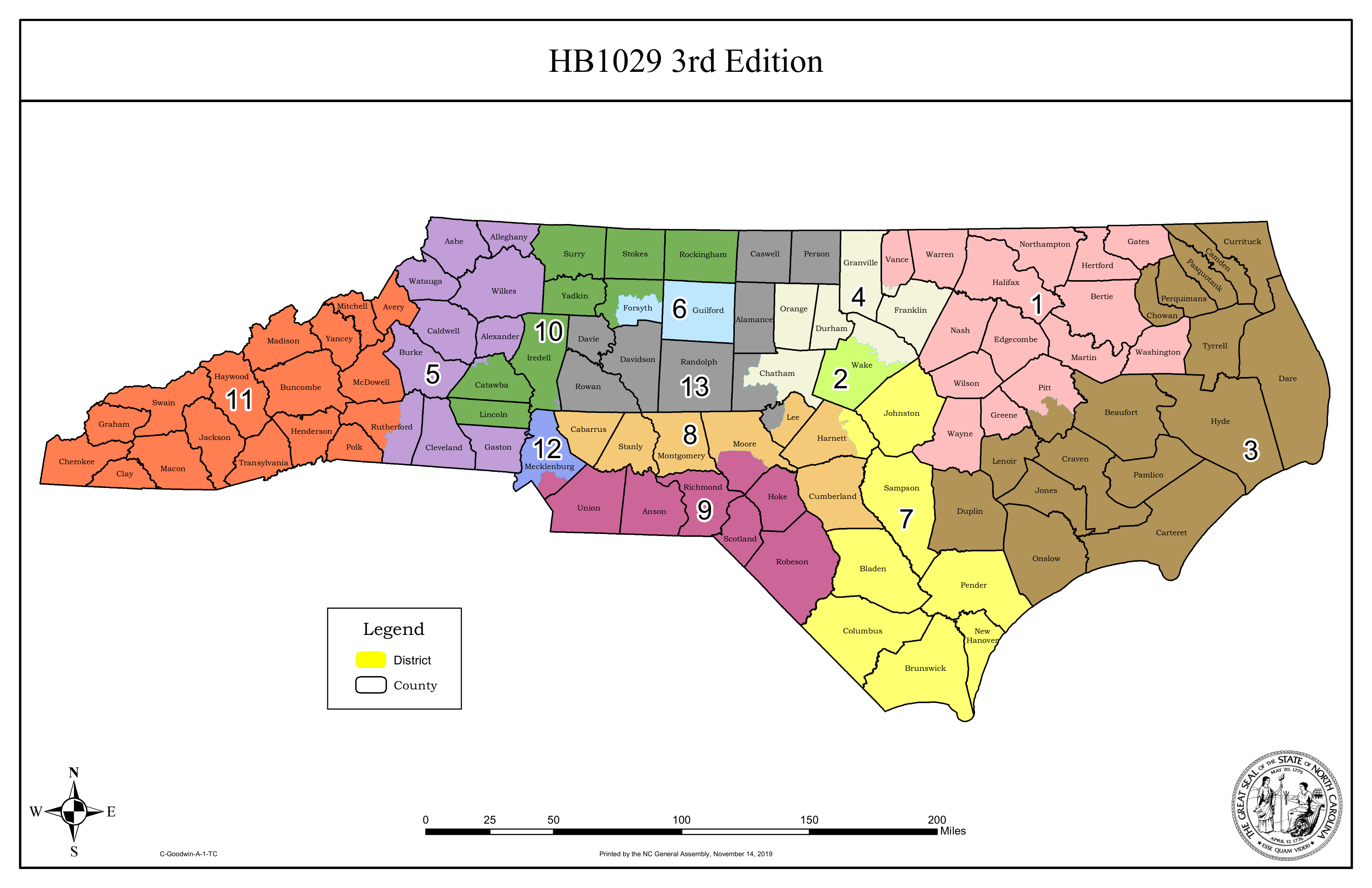
حوزه انتخابیه سیزدهم کارولینای شمالی

حوزه انتخابیه سیزدهم کارولینای شمالی یک حوزه انتخابیه مجلس نمایندگان آمریکا است که در ایالت کارولینای شمالی قرار دارد.